# Бугарска на Светском првенству у воденим спортовима 2011.
Бугарска је учествовала на Светском првенству у воденим спортовима 2011. у Шангају, у Кини. Такмичили су се у даљинском пливању, пливању и синхроном пливању са укупно 6 такмичара (2 мушкарца и 4 жене) који су учествовали у 14 дисциплина.
Највише успеха имао је даљински пливач Петар Стојчев, који је освојио једину медаљу за репрезентацију Бугарске.
Женски део пливачке репепрезентације 6 пута је обарао националне рекорде Бугарске.
Према освојеним медаљама Бугарска је у укупном пласману делила 15 место са Белорусијом, Јужном Корејом, Норвешком и Швајцарском.

## Учесници по спортовима
| Спорт            | Мушкарци | Жене | Укупно |
| ---------------- | -------- | ---- | ------ |
| Даљинско пливање | 1        | 0    | 1      |
| Пливање          | 1        | 2    | 3      |
| Синхроно пливање | 0        | 2    | 2      |
| Укупно(3)        | 2        | 4    | 4      |

## Освајачи медаља
| Медаља | Име           | Спорт            | Дисциплина | Датум   |
| ------ | ------------- | ---------------- | ---------- | ------- |
|        | Петар Стојчев | Даљинско пливање | 25 км      | 23. јул |

## Даљинско пливање

### Мушкарци
| Пливач        | Дисциплина | Финале    | Финале            | Детаљи |
| Пливач        | Дисциплина | Време     | Пласман / бр. уч. | Детаљи |
| ------------- | ---------- | --------- | ----------------- | ------ |
| Петар Стојчев | 10 км      | 1:55:39,5 | 27 /68            |        |
| Петар Стојчев | 25 км      | 5:10:39,8 |                   |        |

## Пливање
Пливачку репрезентацију Бугарске представљала су 3 пливача (1 мушкараца и 2 жене) који су се такмичили у 8 дисциплина.

### Мушкарци
| Пливач             | Дисциплина       | Лич. рек. | Групе    | Групе   | Полуфинале | Полуфинале | Финале           | Финале           | Детаљи         |
| Пливач             | Дисциплина       | Лич. рек. | Време    | Плас.   | Време      | Плас.      | Време            | Плас.            | Детаљи         |
| ------------------ | ---------------- | --------- | -------- | ------- | ---------- | ---------- | ---------------- | ---------------- | -------------- |
| Венцислав Ајдарски | 800 м слободно   | 8:12,17   | 8:13,07  | 35 / 59 |            |            | Није се пласирао | Није се пласирао | [ мртва веза ] |
| Венцислав Ајдарски | 1.500 м слободно | 15:19,86  | 15:46,33 | 23 / 27 |            |            | Није се пласирао | Није се пласирао | [ мртва веза ] |

### Жене
| Пливач             | Дисциплина     | Лич. рек. | Групе      | Групе   | Полуфинале        | Полуфинале        | Финале            | Финале            | Детаљи         |
| Пливач             | Дисциплина     | Лич. рек. | Време      | Плас.   | Време             | Плас.             | Време             | Плас.             | Детаљи         |
| ------------------ | -------------- | --------- | ---------- | ------- | ----------------- | ----------------- | ----------------- | ----------------- | -------------- |
| Нина Рангелова     | 100 м слободно | 55,79     | 55,81      | 32 /79  | Није се пласирала | Није се пласирала | Није се пласирала | Није се пласирала | [ мртва веза ] |
| Нина Рангелова     | 200 м слободно | 1:59,41   | 1:59,30 НР | 22 /53  | Није се пласирала | Није се пласирала | Није се пласирала | Није се пласирала | [ мртва веза ] |
| Нина Рангелова     | 400 м слободно | 4:14,09   | 4:12,38 НР | 19 / 38 |                   |                   | Није се пласирала | Није се пласирала | [ мртва веза ] |
| Екатерина Аврамова | 50 м леђно     | 28,88     | 28,66 НР   | 13 КВ   | 28,64 НР          | 12 / 57           | Није се пласирала | Није се пласирала | [ мртва веза ] |
| Екатерина Аврамова | 100 м леђно    | 1:01,46   | 1:01,39 НР | 16 КВ   | 1:01,10 НР        | 15 / 53           | Није се пласирала | Није се пласирала | [ мртва веза ] |
| Екатерина Аврамова | 200 м леђно    | 2:12,92   | 2:14,85    | 27 / 41 | Није се пласирала | Није се пласирала | Није се пласирала | Није се пласирала | [ мртва веза ] |

## Синхроно пливање
| Пливачице                          | Дисциплина                  | Предтакмичење | Предтакмичење | Финале            | Финале            | Детаљи         |
| Пливачице                          | Дисциплина                  | Бодови        | Пласман       | Бодови            | Пласман           | Детаљи         |
| ---------------------------------- | --------------------------- | ------------- | ------------- | ----------------- | ----------------- | -------------- |
| Калина Јорданова                   | Појединачно обавезни састав | 77,000        | 19 /33        | Није се пласирала | Није се пласирала | [ мртва веза ] |
| Калина Јорданова                   | Појединачно слободни састав | 76,210        | 19 / 33       | Није се пласирала | Није се пласирала | [ мртва веза ] |
| Иглика Големинова Калина Јорданова | Парови обавезни састав      | 74,400        | 30 / 42       | Нису се пласирали | Нису се пласирали | [ мртва веза ] |
| Иглика Големинова Калина Јорданова | Парови слободни састав      | 76,650        | 28 / 43       | Нису се пласирали | Нису се пласирали | [ мртва веза ] |

## Биланс медаља
| Ранг | Држава   | Злато | Сребро | Бронза | Укупно |
| =15  | Бугарска | 1     | 0      | 0      | 1      |